# Llista d'episodis de The Inbetweeners
The Inbetweeners és una sèrie de televisió anglesa que consta de tres temporades de sis episodis cadascuna. Fou emesa des de l'1 de maig de 2008 fins al 18 d'octubre de 2010 al Regne Unit pel canal E4. La primera temporada va ser emesa des del l'1 de maig fins al 29 de maig del 2008, la segona temporada, des del 2 d'abril de 2009 fins al 7 de maig del mateix any, i, finalment, la tercera temporada, des del 13 de setembre de 2010 fins al 18 d'octubre del mateix any.
A Catalunya, la sèrie va ser una de les noves apostes del canal juvenil 3XL. Fou estrenada des del 19 de setembre de 2010 fins al 2 de juny de 2011.

## Temporades
| Temporada | Temporada | Episodis | Duració al Regne Unit                         | Duració a Catalunya                           | Duració a Catalunya |
| --------- | --------- | -------- | --------------------------------------------- | --------------------------------------------- | ------------------- |
|           | 1         | 6        | 01 de maig de 2008 - 29 de maig de 2008       | 19 de setembre de 2010 - 24 d'octubre de 2010 |                     |
|           | 2         | 6        | 2 d'abril de 2009 - 7 de maig de 2009         | 31 d'octubre de 2010 - 18 de novembre de 2010 |                     |
|           | 3         | 6        | 13 de setembre de 2010 - 18 d'octubre de 2010 | 28 d'abril de 2011 - 2 de juny de 2011        |                     |

## Llista d'episodis

### Primera temporada
| Núm. | # | Títol en català                | Director        | Guionistes                | Data d'estrena al Regne Unit | Data d'estrena a Catalunya |
| --- | - | ------------------------------ | --------------- | ------------------------- | ---------------------------- | -------------------------- |
| 1 | 1 | «El primer dia» «First Day»    | Gordon Anderson | Damon Beesley Iain Morris | 1 de maig de 2008            | 19 de setembre de 2010     |
| Les coses no són fàcils per a en Will McKenzie el dia que comença sisè curs. L'adolescent anglès ha canviat d'escola i ha passat de la privada a la pública. Ben aviat comprendrà que la vida en un suburbi de Londres és tan dura com podia imaginar, on els forts dominen els més dèbils. I en Will és dèbil, molt dèbil. A més, els personatges amb què es troba tampoc serien allò que es diu gent popular: en Simon, en Jay i en Neil. Amb ells començarà una amistat que els farà la vida més fàcil. |   |                                |                 |                           |                              |                            |
| 2 | 2 | «Campana» «Bunk Off»           | Gordon Anderson | Damon Beesley Iain Morris | 1 de maig de 2008            | 26 de setembre de 2010     |
| Només quatre dies de classe i el nostre grup d'amics ja es disposa a fer la primera campana del curs. Un únic objectiu: beure, beure i tornar a beure. El problema és que tots són menors d'edat i, per què no dir-ho, una mica friquis. Després de mentir als seus pares i als professors de l'escola, els quatre nois notaran com l'alcohol els puja gradualment, sobretot en Simon, que farà una revelació sentimental i etílica al seu amor platònic de sempre, la Carli.                              |   |                                |                 |                           |                              |                            |
| 3 | 3 | «El parc Thorpe» «Thorpe Park» | Gordon Anderson | Damon Beesley Iain Morris | 8 de maig de 2008            | 3 d'octubre de 2010        |
| En Simon no va tenir gaire sort amb la Carli, a qui va deixar la cuina plena de vòmits, però sí que lligarà amb la seva professora d'autoescola. El punt positiu és que el noi aprovarà a la primera l'examen de conduir i el negatiu és que aquesta senyora ronda la jubilació. Ara ja amb cotxe propi, el grup d'amics es dirigeix a Thorpe Park per pujar a una muntanya russa molt mítica, la Nemesis Inferno. Arribar-hi, hi arribaran, però...                                                       |   |                                |                 |                           |                              |                            |
| 4 | 4 | «Nòvia» «Girlfriend»           | Gordon Anderson | Damon Beesley Iain Morris | 15 de maig de 2008           | 10 d'octubre de 2010       |
| Depèn de l'edat que tinguis ser verge pot arribar a ser un problema. I això és el que passarà amb en Will, que no demostrarà ser un gran amant el dia que aconsegueix poder estar al llit amb la Charlotte. Tot i que porta tota la vida esperant aquell moment resulta que el dia que per fi li toca donar la talla, falla. A més, la nòvia li dura ben poc. |   |                                |                 |                           |                              |                            |
| 5 | 5 | «Caravana Club» «Caravan Club» | Gordon Anderson | Damon Beesley Iain Morris | 22 de maig de 2008           | 17 d'octubre de 2010       |
| En Jay porta tota la vida vacil·lant que al càmping de les caravanes ell era el rei del sexe. Malgrat que a Londres no vagi mai amb cap noia, se suposa que amb la caravana ell era tot un triomfador. Així doncs, tota la colla d'amics marxen cap allà per conèixer totes aquestes noies de què parlava en Jay. Les expectatives no eren massa altes, però n'hi ha algun que aprofitarà la seva oportunitat; vaja, provarà de fer-ho. Al final doncs, res de res. Res? No exactament.                    |   |                                |                 |                           |                              |                            |
| 6 | 6 | «Festa de Nadal» «Xmas Party»  | Gordon Anderson | Damon Beesley Iain Morris | 29 de maig de 2008           | 24 d'octubre de 2010       |
| En Simon no para de parlar de la Carli, vol que sigui ella i només ella la noia amb qui perdi la virginitat. I esclar, el ball de nadal és l'ocasió perfecta perquè arribi el dia somiat. De l'organització del ball, se n'ocuparà el Will, que és el president de la comissió de l'esdeveniment. Tot i que semblava que acabaria en fracàs, en Will se n'acaba sortint prou bé. Una bona festa, sí. |   |                                |                 |                           |                              |                            |

### Segona temporada
| # | # | Títol en català               | Director   | Guionistes                | Data d'estrena al Regne Unit | Data d'estrena a Catalunya |
| 7 | 1 | Viatge a Swanage              | Ben Palmer | Damon Beesley Iain Morris | 2 d'abril de 2009            | 31 d'octubre de 2010       |
| Els quatre amics marginats de l'escola decideixen que han de canviar el seu "modus vivendi" si no volen ser sempre uns friquis a qui les noies no s'acosten. Per això, decideixen que han de començar a sortir més de festa, que els coneguin als millors pubs i clubs de Londres. A més, en Simon pensa que si comença a sortir més de nit, la Carli acabarà sortint amb ell. Dit i fet, West End els espera amb els braços oberts, bé, no ho estan gaire, d'oberts.   |   |                               |            |                           |                              |                            |
| |   |                               |            |                           |                              |                            |
| 8 | 2 | Formació laboral              | Ben Palmer | Damon Beesley Iain Morris | 9 d'abril de 2009            | 4 de novembre de 2010      |
| Estem en la setmana de formació laboral a l'institut i en Jay aprofita per ajudar en Simon per trobar feina a l'empresa del seu pare. En Will i en Neil també es veuran envoltats de problemes en un garatge, mentre que el senyor Gilbert provarà de canviar unes coses que són irremeiables. |   |                               |            |                           |                              |                            |
| |   |                               |            |                           |                              |                            |
| 9 | 3 | L'aniversari d'en Will        | Ben Palmer | Damon Beesley Iain Morris | 16 d'abril de 2009           | 4 de novembre de 2010      |
| És l'aniversari d'en Will i què millor per celebrar-ho que amb els seus amics i algunes noies. El problema amb què es troba és que, precisament, no convencerà cap noia perquè hi assisteixi. Però no només es troba amb això, sinó que a sobre la seva festa coincidirà amb la d'algú molt més popular que ell. Un motiu més perquè en Will es deprimeixi. |   |                               |            |                           |                              |                            |
| |   |                               |            |                           |                              |                            |
| 10 | 4 | Una nit a Londres             | Ben Palmer | Damon Beesley Iain Morris | 23 d'abril de 2009           | 11 de novembre de 2010     |
| Els quatre amics marginats de l'escola decideixen que han de canviar el seu "modus vivendi" si volen deixar de ser uns freaks als quals no s'acosten les noies. Per això, decideixen que han de començar a sortir més de festa, que els coneguin als millors pubs i clubs de Londres. A més, en Simon pensa que si comença a sortir més de nit, la Carli acabarà sortint amb ell. Dit i fet, West End els espera amb els braços oberts, bé, no n'estan gaire, d'oberts. |   |                               |            |                           |                              |                            |
| |   |                               |            |                           |                              |                            |
| 11 | 5 | Els premis del Duc d'Edimburg | Ben Palmer | Damon Beesley Iain Morris | 30 d'abril de 2009           | 11 de novembre de 2010     |
| En Will ja és tot un expert a organitzar esdeveniments i aquesta vegada seran els premis Duc d'Edimburg. Tots els amics provaran d'ajudar-lo en aquesta nova escomesa. Bé, tots menys en Simon, que prou problemes té al damunt amb la separació dels seus pares. |   |                               |            |                           |                              |                            |
| |   |                               |            |                           |                              |                            |
| 12 | 6 | Temps d'exàmens               | Ben Palmer | Damon Beesley Iain Morris | 7 de maig de 2009            | 18 de novembre de 2010     |
| S'acosten els exàmens de final de curs i, no ens enganyem, els nois no ho porten gaire bé. Sobretot en Simon, que per fi ha aconseguit lligar-se la Carli. A més, en Will té un accident bastant escatològic al mig de l'examen. |   |                               |            |                           |                              |                            |
| |   |                               |            |                           |                              |                            |

### Tercera temporada
| # | # | Títol en català            | Director   | Guionistes                | Data d'estrena al Regne Unit | Data d'estrena a Catalunya |
| 13 | 1 | The fashion week           | Ben Palmer | Damon Beesley Iain Morris | 13 de setembre de 2010       | 28 d'abril de 2011         |
| Per ajudar un estudiant que va en cadira de rodes, la Carli organitza una desfilada de moda benèfica on els alumnes col·laboren com a models. Ella convida en Simon a participar-hi però no en Jay, que se sentirà ofès per aquest motiu i buscarà un pla alternatiu per aconseguir desfilar. En Neil ajudarà els models masculins al vestuari vivint situacions molt particulars i en Will es veurà obligat a recol·lectar els diners de les donacions contra la seva voluntat... però canviarà d'idea quan vegi la Charlotte Hinchcliffe fent de model! |   |                            |            |                           |                              |                            |
| |   |                            |            |                           |                              |                            |
| 14 | 2 | The Gig and the girlfriend | Ben Palmer | Damon Beesley Iain Morris | 20 de setembre de 2010       | 5 de maig de 2011          |
| En Simon, en un intent per atreure l'atenció d'una noia d'un curs inferior anomenada Tara, accepta anar a un concert en un pub, i a més li diu que portarà una mica d'herba per fumar. Però no a tots els nois els afecta de la mateixa manera el consum de substàncies estupefaents... |   |                            |            |                           |                              |                            |
| |   |                            |            |                           |                              |                            |
| 15 | 3 | Wills dilemma              | Ben Palmer | Damon Beesley Iain Morris | 27 de setembre de 2010       | 12 de maig de 2011         |
| En Neil fa 18 anys i el seu pare li està preparant una festa d'aniversari que serà inoblidable. A més, en Simon, per impressionar la Tara, prepara una doble cita juntament amb en Will i la Kerry, una amiga d'ella. Però la Kerry és una noia de gran alçada i no acaba d'agradar a en Will, que no sabrà si continuar amb ella o posar fi a la relació... |   |                            |            |                           |                              |                            |
| |   |                            |            |                           |                              |                            |
| 16 | 4 | Trip to Warwick            | Ben Palmer | Damon Beesley Iain Morris | 4 d'octubre de 2010          | 19 de maig de 2011         |
| En Simon se sorprèn quan la seva nòvia, la Tara, organitza un viatge romàntic per fer un pas més en la seva relació en matèria sexual. Però el romanticisme desapareixerà quan els seus amics s'autoconvidin amb excuses diverses i el viatge serà una mica desastrós... |   |                            |            |                           |                              |                            |
| |   |                            |            |                           |                              |                            |
| 17 | 5 | Home alone                 | Ben Palmer | Damon Beesley Iain Morris | 11 d'octubre de 2010         | 26 de maig de 2011         |
| La mare d'en Will desapareix durant un cap de setmana amb un amic de la universitat amb qui s'ha retrobat via Facebook. Els nois aprofitaran la seva absència per fer de les seves a la casa d'en Will... |   |                            |            |                           |                              |                            |
| |   |                            |            |                           |                              |                            |
| 18 | 6 | Camping trip               | Ben Palmer | Damon Beesley Iain Morris | 18 d'octubre de 2010         | 2 de juny de 2011          |
| Els pares d'en Simon li expliquen que tota la família es trasllada a Swansea d'aquí a dues setmanes. Ell està molt disgustat perquè deixarà de veure els seus companys i la Carli. |   |                            |            |                           |                              |                            |
| |   |                            |            |                           |                              |                            |